# Tölgyeshegy
Tölgyeshegy (1899-ig Zubna, szlovákul: Zubné) község Szlovákiában, az Eperjesi kerület Homonnai járásában.

## Fekvése
Homonnától 19 km-re északkeletre, az Udava-patak partján fekszik.

## Története
A települést a 14. század előtt alapították, de csak 1317-ben említik először. A Drugeth család homonnai uradalmához tartozott. A 15. században a vlach jog alapján soltész által telepítették be. 1600-ban 19 jobbágy ház és a bíró háza állt a községben. Később a kuruc háborúk és a járványok következtében a lakosság száma jelentősen csökkent. 1715-ben és 1720-ban 9 háztartása volt.
A 18. század végén Vályi András így ír róla: „ZUBNA. Orosz falu Zemplén Várm. földes Ura G. Dezsőfy Uraság, lakosai orosz vallásúak, fekszik Papina, Nechval Polyánka, és Agyidóczhoz 3/4 órányira; határja 2 nyomásbéli, zabot, árpát, középszerűen gabonát, kölest, néha kukoritzát is meg terem hegyes, sovány a’ földgye, tőlgyes erdeje van.”
1828-ban 69 házában 525 lakos élt.
Fényes Elek 1851-ben kiadott geográfiai szótárában így ír a faluról: „Zabna, Zemplén v. orosz falu, Papina fil., 39 romai, 500 g. kathol., 20 zsidó lak. 1001 hold szántóföld. Ut. p. Nagy-Mihály.”
Borovszky Samu monográfiasorozatának Zemplén vármegyét tárgyaló része szerint: „Tölgyeshegy, azelőbb Zubna, tót kisközség, 58 házzal és 407 róm. kath. vallású lakossal. Postája Papháza, távírója Zemplénszinna. A homonnai uradalomhoz tartozott s később az Aissdorfer családé lett. Gör. kath. temploma 1774-ben épült s 1890-ben megújították.”
1920 előtt Zemplén vármegye Szinnai járásához tartozott.

## Népessége
| Év:            | 1994. | 2004.   | 2014.   | 2024.   |
| -------------- | ----- | ------- | ------- | ------- |
| Emberek száma: | 387   | 386     | 367     | 349     |
| Eltérés:       |       | -0,25 % | -4,92 % | -4,90 % |

| Év:            | 2023. | 2024.   |
| -------------- | ----- | ------- |
| Emberek száma: | 347   | 349     |
| Eltérés:       |       | +0,57 % |

1910-ben 331, többségben ruszin lakosa volt, jelentős szlovák kisebbséggel.
2001-ben 389 lakosából 365 szlovák és 12 ruszin volt.
2011-ben 364 lakosából 257 szlovák és 88 ruszin.

## Nevezetességei
Görögkatolikus temploma 1774-ben épült.

## Külső hivatkozások
- E-obce.sk Archiválva 2010. július 28-i dátummal a Wayback Machine-ben
- Községinfó
- Tölgyeshegy Szlovákia térképén
- Eobec.sk